# All Saints, Camden Town

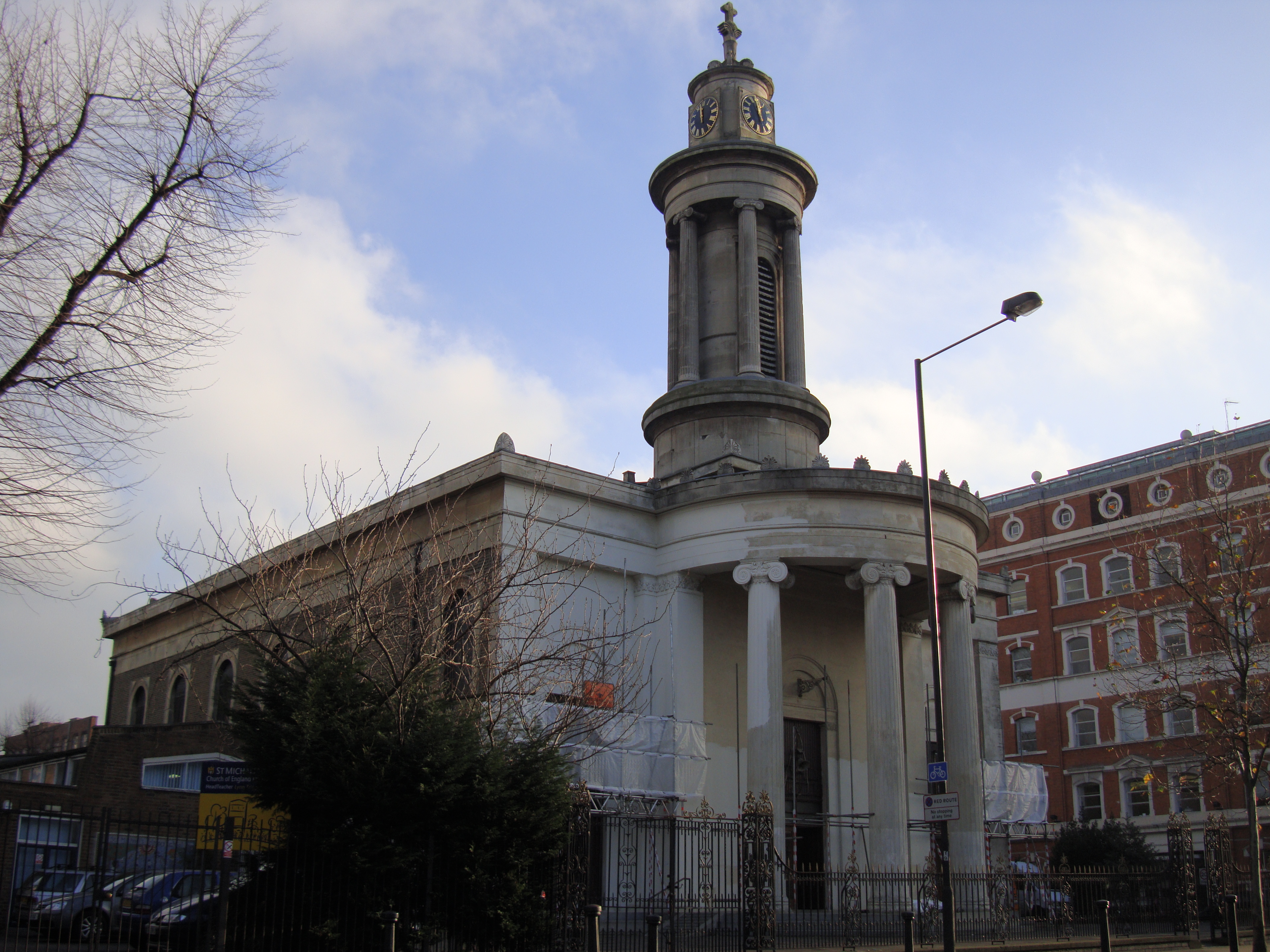
Ansicht der Kirche von Nordwest

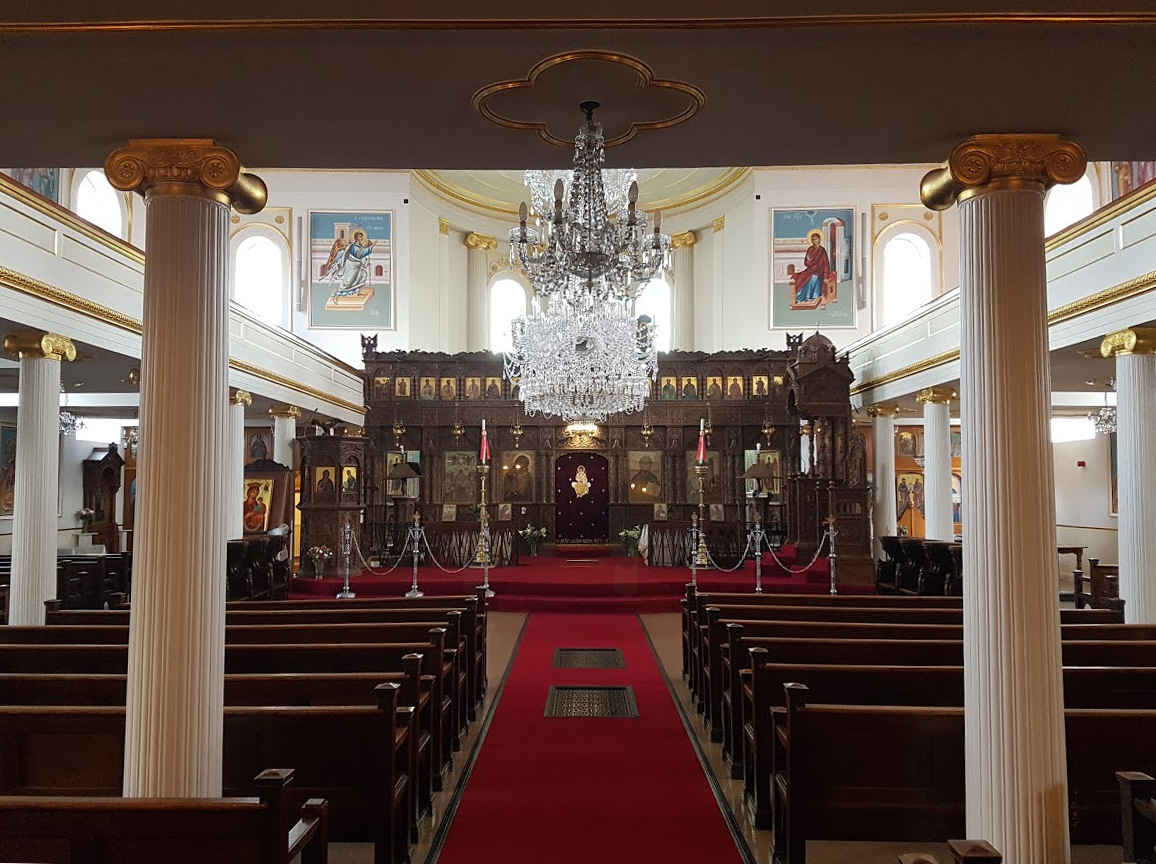
Innenansicht

All Saints, Camden Town ist eine ehemalige anglikanische Kirche im Londoner Innenstadtbezirk Camden Town; heute ist sie unter dem Namen Greek Orthodox Cathedral Church of All Saints die Kathedrale des Erzbistums von Thyateira und Britannien im Ökumenischen Patriarchat von Konstantinopel.

## Geschichte
Die Gemeinde All Saints entstand 1822 durch Abtrennung von der Gemeinde St Pancras, ihre Kirche diente zunächst als Camden Chapel des sich entwickelnden neuen Stadtteils Camden Town. Finanziert wurde der Kirchenbau durch einen Zuschuss aus den Mitteln der 1818 auf Parlamentsbeschluss gegründeten Londoner Kirchenbaukommission. 1852 wurde sie zur selbständigen Pfarrkirche erhoben. 1948 wurde sie der griechisch-orthodoxen Gemeinde übergeben und 1991 in den Rang einer Kathedrale erhoben.
Das Kirchengebäude wurde 1822 bis 1824 von Henry William Inwood zusammen mit seinem Vater, dem Architekten William Inwood, errichtet und vertritt, wie die unmittelbar zuvor errichtete St Pancras New Church, den Stil des Greek Revival. Dem kastenförmigen Außenbau mit seinen einfachen Rundbogenfenstern ist eine Vorhalle in Form eines halbierten griechischen Monopteros mit ionischen Säulen vorgesetzt, für den Turmbau diente das antike Lysikratesmonument in Athen als Vorbild. Im Innern besitzt die Kirche von ionischen Säulen getragene Emporen. Im Zuge der Umwandlung in eine griechisch-orthodoxe Kirche erhielt sie eine neue liturgische Ausstattung mit Ikonostase.